# Тадрарт Акакус
Тадрарт Акакус (арап. تدرارت أكاكوس‎) или Планине Акакус су планински венац у пустињи западне Либије која је део Сахаре. Налази се источно од града Гата и протеже се око 100 км према северу до границе с Алжиром. Реч Тадрарт на језику домородаца Туарега значи „планина“. Подручје је најпознатије по цртежима на стенама из праисторијског периода, због чега је 1985. године уписано на УНЕСКО-ву листу Светске баштине.
Тадрарт Акакус имају разнолик пејзаж, од разнобојних пешчаних дина, кланаца, осамљених стена и дубоких долина. Најзнаменитији су природни лукови Афзеџаре и Тин Хлега. Иако је ово подручје једно од најсушнијих у Сахари, ту расте мали број биљака попут лековите Calotropis procera, а у планинама има неколико извора и бунара с водом.
Ипак, подручје је најпознатије по сликама на стенама које потичу из око 12000. пре н.е. до 100. године, а које сведоче о културним, али и природним променама у овом подручју. Наиме, на сликама су приказане животиње као што су жирафа, слон, ној и камила, али такође људи и коњи. Стога се да закључити како је предео овог подручја у време настанка тих слика био много угоднији за живот с пуно више воде и вегетације. Надаље, људи су приказани у свакодневним пословима и забави попут музике и плеса.
У последње време је потрага за подземним изворима нафте довела у опасност стене Тадрарт Акакуса. Наиме, сеизмолошки чекићи који шаљу таласе подземних удара како би лоцирали подземне наслаге оштећују околне стене, укључујући и оне с праисторијским цртежима изузетне вредности.
- Панорама Тадрарт Акакуса
- Један од кланаца у стенама
- Велика слика с мноштвом људи и стоке
- Људи с необичним капама
- Величина лука Афзеџареа се може видети ако се обрати пажња на људе који се налазе у његовом подножју